# 神尾之直
神尾 之直（かみお ゆきなお）は、安土桃山時代から江戸時代前期にかけての武将。前田氏、堀田氏の家臣。

## 生涯
永禄8年（1565年）、堀田安休の四男として尾張国にて誕生。
神尾甚右衛門の養子となる。養父は後に前田利家に従い、之直も利家に仕えた。利家の嫡男・利長付きとなって1,000石を与えられ、養父の死後にはその遺領2,000石も与えられた。慶長5年（1600年）の関ヶ原の戦いの際に起きた大聖寺の戦いにおいて戦功を挙げて9,000石を与えられた。利長の信任が厚かったが、利長譜代である横山長知とは不仲であり、両名を頼りにしていた利長を悩ませ、慶長16年（1611年）に一時重態になった利長が遺言で両者の和解を訴えるほどであった。
大坂の陣では奥村栄明の部隊で戦功を立てた後に嫡男・秀直に家督を譲ると、別途2,000石が隠居料として与えられた。元和5年（1619年）に病を機に京都で隠居生活に入る。ところが、実家の堀田正盛が大名に取り立てられると、その強い要請を断れず、寛永18年（1641年）に秀直を残して次男・之政ら一族を連れて加賀藩を去って堀田正盛の松本藩に仕えることになる。松本藩では城代として5,000石を与えられたが、2年後に79歳で没した。
加賀藩に残った秀直は父の隠居料を与えられて1万1,000石の重臣として遇され、松本藩（後に佐倉藩）に仕えた之政の家系と共に後々まで続いた。